# 戴三錫
戴三錫（1758年—1830年），字晉藩，號羨門，順天府大興人，原籍江蘇丹徒（今江蘇鎮江）。

## 生平
乾隆五十八年（1793年）進士，授山西臨縣知縣。接連父母丧，丁憂。嘉慶六年（1801年），服闋，發往四川，補南充縣知縣。歷官馬邊、峩邊兩廳通判，署資州、眉州、卭州知州，均有政聲。卭州有平民黃子賢以治病為名，创立鴻鈞教，戴三錫将其逮捕惩治。其事上聞，仁宗命送部引見，擢茂州直隸州知州。歷升寧遠府知府、建昌道、四川按察使。道光二年（1822年），遷江寧布政使，迴避本籍，仍調四川。道光三年（1823年），署四川總督，五年，實授，兼署成都將軍。道光九年（1829年），因年老召至京，署工部侍郎。不久致仕，道光十年（1830年），卒。詔嘉其「宣力有年，官聲素好」，贈尚書銜，依贈銜賜卹。《清史稿》有传。
戴三錫在蜀地二十餘年，盡心民事，多次被詔褒獎。其工书法，漢隸擅絕一時，收藏古今名畫尤多。

## 延伸阅读
[在维基数据编辑]
 《清史稿/卷380》，出自趙爾巽《清史稿》
 在维基共享资源阅览影像